# Geometra papilionaria
Geometra papilionaria é uma espécie de insetos lepidópteros, mais especificamente de traças, pertencente à família Geometridae.
A autoridade científica da espécie é Linnaeus, tendo sido descrita no ano de 1758.
Trata-se de uma espécie presente no território português.
Antes da metamorfose, a geómetra dá pelos nomes comuns de lagarta-mede-palmos, ou simplesmente mede-palmos, e medideira. Esta nomenclatura deve-se ao facto de, graças às pernas falsas na porção traseira do corpo, esta lagarta se locomover em arco, o que  lembra a palma de uma mão aberta a medir as superfícies aos palmos.

## Adulto
É uma das espécies de maiores dimensões da família das geométridas, medindo entre  40 a 65 milímetros de envergadura. A sua coloração é de um verde mais intenso, nos espécimes recém metamorfoseados, aos passo que os espécimes mais velhos costumam exibir uma tonalidade mais esmaecida, pelo que, quando mortos, adquirem um tom verde-esbranquiçado ou mesmo puramente branco. Ambos os sexos são de aspecto semelhante, denotando-se pouco dimorfismo sexual, no entanto, é possível diferenciá-los pelas antenas, que são mais peludas nos machos.

## Larva

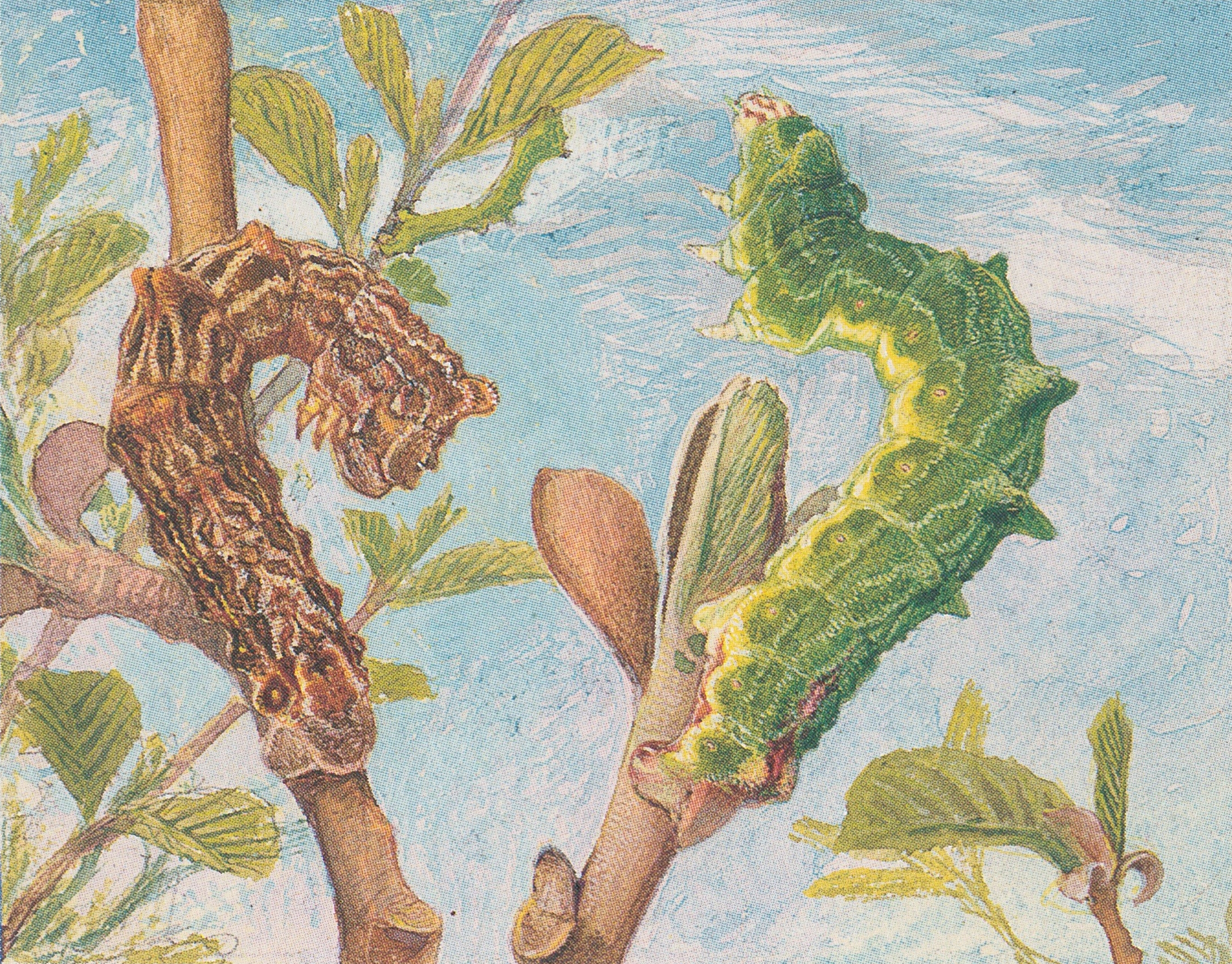
Lagartas-mede-palmos. A castanha, à esquerda, ainda não hibernou e a verde, à direita, já maturou e hibernou.

Os ovos eclodem entre Agosto e Setembro. A larva, de cor castanha, começará a alimentar-se de folhas, até que estas comecem a cair, no Outono. Nessa altura, vai procurar um recanto seguro, entre os ramos, nalgum rebento de folha ou mesmo nalgum nó na casca da árvore, onde possa hibernar. Quando as folhas novas começarem a despontar, a larva voltará a alimentar-se, adquirindo, aí uma coloração mais intensa e começando a aumentar de tamanho.
As lagartas maduras atingem, com efeito, cerca de 30 mm de comprimento. Apresentam uma configuração que lembra um pau, com uma pequena protuberância sob o abdómen e um papo castanho de lado. São de cor verde-amarelado, a cabeça á mormente verde com um ligeiros reflexos acastanhados no ventre. Vivem num variegado rol de árvores e arbustos, dentre os quais se contam as bétulas, as faias, os amieiros, as aveleiras, salgueiros, limoeiros, entre outros, até ao fim do Verão.
Para pupar descem até ao solo ou embrenham-se no musgo denso dos ramos e tecem um casulo entre as folhas, o restolho ou os detritos que as circunvizinhem, brotando quatro semanas depois. Existe uma única geração anual.
Encontra-se na maior parte da Europa, Ásia Central e Japão. Habita pradarias, bosques e pântanos com bétulas.